# 交響曲ハ調 (ストラヴィンスキー)
交響曲ハ調（こうきょうきょくはちょう、仏: Symphonie en ut）は、イーゴリ・ストラヴィンスキーが作曲した交響曲である。

## 作曲・初演
1938年、『協奏曲「ダンバートン・オークス」』を作曲したストラヴィンスキーは、同曲の依頼者であるミルドレッド・ブリス夫人（ロバート・ウッズ・ブリスの妻で、パトロン）から、1940-41年のシカゴ交響楽団の創立50周年を祝うための交響曲の作曲を依頼された。同年秋から作曲を開始したが、この時期はストラヴィンスキーの生涯で最も波乱に満ちた時期である。当時彼の住んでいたパリで娘、妻、母を相次いで失ったのち、講演のために1939年9月にアメリカ合衆国を訪れたが、第二次世界大戦の勃発のためにそのままアメリカに住むことになった。戦争によって子供たちとは離ればなれになり、ヨーロッパからの収入も見込めなくなった。この交響曲は何度も中断しながらも、カリフォルニア州のビバリーヒルズで1940年8月17日に完成した。前半の2楽章がヨーロッパで、後半がアメリカで書かれた。
1940年11月7日、シカゴ交響楽団と作曲者自身の指揮により初演された。

## 音楽
1934年に書かれた自伝では『詩篇交響曲』を書くときに、「十九世紀によってわれわれにのこされた交響曲という形式にはほとんど興味がなかった」と言っているが、『交響曲ハ調』は4楽章からなる伝統的な交響曲であり、その第1楽章はソナタ形式に従ってすらいる。自伝が書かれてから短期間の間に大きな心境の変化があったことになる。
『管楽器のための交響曲』は全然交響曲ではなかったし、『詩篇交響曲』も交響曲というよりは合唱曲に近いため、『交響曲ハ調』は1907年に書かれた作品1の交響曲以来久しぶりの本格的な交響曲である。
この曲については評価が分かれ、交響的形式に関してストラヴィンスキーの到達した最高峰として高く評価する人もある一方で、交響曲の上辺の形式をなぞっただけの欠陥作とする意見もある（後者の代表がエルネスト・アンセルメ）。かつてはいかにもストラヴィンスキーらしい激しいリズムを持った『3楽章の交響曲』が人気があったのに対して『交響曲ハ調』は無視されていた。
実際には『交響曲ハ調』は、表面的には古典的な交響曲の形をしているが、聴く者の期待を意図的・効果的に遅らせたり裏切ったりしており、凡庸さはまったくない。ウォルシュも、表面的には交響曲でありながら、古典的交響曲とは本質的に異なるストラヴィンスキーの音楽になっていると評している。
第1楽章はソナタ形式だが、第1主題と関連する豊富な素材を利用している。
第2楽章は優美な旋律を持つ緩徐楽章で、ソロが目立つ。
第3楽章はスケルツォで、楽譜の上ではほとんど1・2小節おきに拍子が変わっている（耳で聞くだけではあまり気づかない）。トリオにあたるゆっくりした部分の後、曲の最初には戻らず、フーガが始まる。最初の旋律は曲の一番終わりになって戻ってくる。ホワイトは第3楽章を舞曲による組曲に似るとし、バビッツはこの曲がメヌエット、パスピエ、フーガから構成されるとしている。
第4楽章はファゴット・ホルン・トロンボーンによるラルゴの序奏を持つ。第1楽章の旋律も戻ってきて、かなり複雑に進行するが、大いに盛り上がった後、コラール風に静かに終わる。

## 編成
- フルート：3
  - ピッコロ：1（3番フルート持ち替え）
- オーボエ：2
- クラリネット：2
- ファゴット：2
- ホルン：4
- トランペット：2
- トロンボーン：3
- テューバ：1
- ティンパニ：1
- 弦五部

## 曲の構成
演奏時間は約30分
- 第1楽章　Moderato alla breve
- 第2楽章　Larghetto concertante
- 第3楽章　Allegretto
- 第4楽章　Largo – Tempo giusto alla breve